# Euproctis celebesicola
Euproctis celebesicola är en fjärilsart som beskrevs av Embrik Strand 1915. Euproctis celebesicola ingår i släktet Euproctis och familjen tofsspinnare. Inga underarter finns listade i Catalogue of Life.